# Steinwandklamm
Steinwandklamm är en ravin i Österrike.   Den ligger i förbundslandet Niederösterreich, i den östra delen av landet, 50 km sydväst om huvudstaden Wien. Steinwandklamm ligger 601 meter över havet.
Terrängen runt Steinwandklamm är kuperad. Närmaste större samhälle är Berndorf, 13,5 km öster om Steinwandklamm. 
I omgivningarna runt Steinwandklamm växer i huvudsak barrskog. Runt Steinwandklamm är det ganska tätbefolkat, med 75 invånare per kvadratkilometer.